# Living My Life
Living My Life – szósty album muzyczny jamajskiej piosenkarki Grace Jones wydany w 1982 roku przez Island Records.
Album został wyprodukowany przez Chrisa Blackwella i Alexa Sadkina; muzycznie podążał za brzmieniem w stylu nowej fali i reggae, znanym z poprzednich dwóch płyt Jones. W nagraniach ponownie wspomagali ją m.in. jamajscy muzycy Sly & Robbie i Uziah Thompson. Ówczesny partner artystki, Jean-Paul Goude, po raz kolejny był autorem jej androgynicznego wizerunku na okładce. Tym razem na płycie znalazł się tylko jeden cover, „The Apple Stretching” autorstwa Melvina Van Peeblesa. Ponadto zawierała ona m.in. przeboje „Nipple to the Bottle” i „My Jamaican Guy”. Album spotkał się z sukcesem na listach sprzedaży.

## Lista utworów
Strona A
1. „My Jamaican Guy” – 6:00
2. „Nipple to the Bottle” – 5:55
3. „The Apple Stretching” – 7:08

Strona B
1. „Everybody Hold Still” – 3:10
2. „Cry Now, Laugh Later” – 5:00
3. „Inspiration” – 4:35
4. „Unlimited Capacity for Love” – 5:45

## Notowania i certyfikaty
| Kraj                              | Najwyższa pozycja |
| --------------------------------- | ----------------- |
| Australia                         | 34                |
| Holandia (MegaCharts)             | 18                |
| Niemcy                            | 46                |
| Norwegia (VG-lista)               | 13                |
| Nowa Zelandia                     | 3                 |
| Stany Zjednoczone (Billboard 200) | 86                |
| Szwecja (Sverigetopplistan)       | 7                 |
| Wielka Brytania (UK Albums Chart) | 15                |

| Kraj                 | Certyfikat      |
| -------------------- | --------------- |
| Nowa Zelandia (RMNZ) | platynowa płyta |